# Beck Soma
Beck Soma, született Beck Sámuel (Keszthely, 1872. augusztus 3. – Pécs, 1930. április 26.) magyar orvos, bőrgyógyász, egyetemi tanár, az egykori Pécsi Magyar királyi Erzsébet Tudományegyetem Orvosi Fakultása Bőrgyógyászati Klinikájának első igazgatója.

## Élete
Beck Soma Kornél 1872-ben, Keszthelyen született Beck Vilmos és Bruck Adeline (Karolina) gyermekeként. Saját életrajzi adatai szerint itt járt az elemi iskolába, míg középiskolai tanulmányait részben a keszthelyi, részben a szombathelyi gimnáziumban, majd a budapesti evangélikus főgimnáziumban végezte és itt nyerte el 1889-ben az érettségi bizonyítványát is.

### Az ifjú tudós
Orvosi tanulmányait a budapesti M. kir. Tudományegyetemen végezte és ezen az egyetemen kapta kézhez 1895 januárban orvosi diplomáját. Másodéves orvostanhallgatóként a II. sz. Anatómiai Intézetben, majd egy évvel később az Élettani Intézetben lett díjazott demonstrátor. Ötödéves, amikor Pertik Ottó vezetése alatt álló Kórszövettani Intézet díjazatlan gyakornoka lett. Pertik Ottó professzor nemcsak a patológiát, hanem az abban az időben erősen fejlődő bakteriológiát is intenzíven művelte. Pertik professzor kitűnő értője volt annak, hogy a tehetséges fiatalokat kiemelje és a tudományos munkába bevonja őket. A II. sz. Kórbonctani Intézetben olyan egyéniségek dolgoztak, akiknek nevéhez később iskolateremtés fűződött; többek között Krompecher Ödön, Ángyán János, Gerlóczy Zsigmond, Rusznyák István, Huzella Tivadar, Földvári Ferenc, Makai András, Molnár Béla, Preisich Kornél, Verebély Tibor és Vidakovics Kamilló. Ebben az időben az intézetben dolgozó Beck Soma a székesfőváros részéről a Pathológiai és Bacteriológiai Intézetben vízvizsgálattal lett megbízva s ennek keretében a lassan világvárossá fejlődő Budapesten a mesterséges szűrőtelepek által szolgáltatott ivóvíznek naponként történő bakteriológiai vizsgálata is feladata lett.
Beck Soma, mint hallgató 1894. április 1-jétől a Kórszövettani Intézet díjazott gyakornoka, orvosi diplomájának megszerzése (1895) után pedig ugyanezen intézet tanársegéde lett. Itt működött 1895. február 1-jétől 1895. október 1-jéig. Az 1895/96-es tanévre az Élettani Intézet korábbi neves igazgatója, Schordan Zsigmond által alapított utazási ösztöndíját nyerte el, majd a tanév befejezése után a külföldön végzett munkásságáról benyújtott beszámolója alapján az ösztöndíjat az 1896/1897-es tanévre is neki ítélte a bizottság. Kétéves külföldi tanulmányútja alatt a bőrbetegségek kórtanával, kórszövettanával és egyes kórképek bakteriológiájával foglalkozott.

### Ösztöndíjasként külföldön
Az ösztöndíj első szemesterét Bécsben töltötte el, ahol Ehrmann professzor laboratóriumában dolgozott, de ugyanekkor Kaposi Mór és Lang klinikájára is bejárt; ebből az időszakból két dolgozatot tett közzé. Majd hosszabb időt töltött Párizsban és itt a l’Hopital St. Louis-ben Darier, Fournier és Gaucher osztályain dolgozott. A Pasteur Intézet egy-egy kurzusát is végighallgatta és állandó munkahelyet kapott a Collège de France-nak Louis-Antoine Ranvier és Louis-Charles Malassez vezetése alatt álló szövettani laboratóriumában. A második évben csaknem 6 hónapot (március-július) Hamburgban Unna-nak, a dermatológia nagy mesterének klinikáján és laboratóriumában töltött, ahonnan ugyancsak két dolgozatot publikált. Tanulmányútja során Beck Soma-ra Ferdinand-Jean Darier és Paul Gerson Unna voltak a legnagyobb hatással. Darier-től a magas szintű klinikai megfigyelést, a diagnózis felállítását, Unna-tól pedig annak laboratóriumában meghonosított kimagasló szövettani technikát és a kórszövettani problémák modern szellemű, gyors megoldását sajátította el.
Beck Somának ebben az időben egymás után jelentek meg tudományos közleményei; az egyik legnagyobb jelentőségűnek tartott cikke az Egy adat a rugalmas rostoknak a nyirokedényekhez való viszonyához a bőrben (Orvosi Hetilap, 1897) volt, amely németül is megjelent.

### Újra Budapesten
1897 őszén – tanulmányútja befejeztével –, mint a bőr és bujakór (ma: bőr- és nemibetegségek) szakorvosa Budapesten telepedett le és ezen klinikai szakág gyakorlati és tudományos művelésével foglalkozott. Engedélyt kapott a Bródy Adél Gyermekkórház nagy és változatos ambuláns ill. fekvő beteganyagának gyakorlati és tudományos irányú felhasználására, valamint Pertik Ottó, a II. sz. Kórbonctani Intézet igazgatója lehetővé tette számára, hogy a vezetése alatt álló intézet állandó munkatársa legyen és erre a célra egy külön munkahelyet is engedélyezett számára.
A francia Dermatológiai Társulat Beck Somát 1898 áprilisában levelező tagjává választotta, 1900-ban pedig Unna szerkesztésében megjelenő Monatshefte f. praktische Dermatologie, majd ennek megszűnése után a Dermatologische Wochenschrift c. lap belső munkatársa lett.
1900. március 1-jével a Bródy Adél Gyermekkórház rendelőorvosa lett és ily módon lehetősége volt a rendelésre bejáró, ill. a kórházba felvételre került bőr-, és bujakóros betegeket önállóan kezelni. Ennek a működésnek az eredményéről több cikke jelent meg, emellett betegbemutatásokat tartott az Orvosegyesületben és a Dermatológiai Szakosztály ülésein. 1900 augusztusában részt vett Párizsban a IV. Nemzetközi Dermatológiai Kongresszuson.

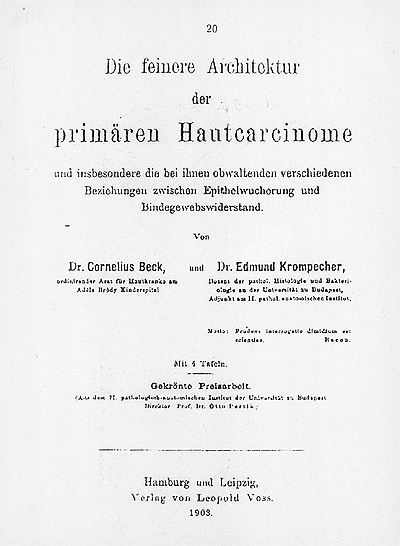
Krompecher Ödön és Beck Soma közös munkája (Jena, 1903)

1902-ben Beck Soma és barátja, a pathológus Krompecher Ödön közös munkájukkal részt vettek az Unna által kiírt hamburgi nemzetközi pályázaton, s Die feinere Architektur der primären Hautcarcinome című dolgozatukkal a kitűzött 600,- DM-es pályadíjat el is nyerték. Ez a munka 1903-ban mint kismonográfia jelent meg (Verlag von L. Voss, Hamburg und Leipzig).
1905-ben a Budapesti Tudományegyetem Orvosi fakultása Beck Somát a bőr-, és bujakór tárgykörből magántanárrá habilitálta. Rendkívül korszerű, új megfigyelésekkel teli próbaelőadásának címe: Gyermekkori bőrbajok összefüggése a belső szervek megbetegedéseivel volt. Az 1913-ban Újabb adatok az erythema mycoticum infantile ismeretéhez c. cikke, melyben elsőként írta le az erythema mycoticum nevű kórképet, a csecsemők bőrében előforduló, soormycosist okozó gombás megbetegedést. Kimutatta az erythema nodosum tuberkuloid jellegét, a bőr belső szekréciós működését, a dermatofibrosarcoma vizsgálata terén pedig alapvető jelentőségű munkát végzett.
1906. november 17-én Budapesten házasságot kötött Straszer Zsigmond és Ausch Malvin lányával, Elzával.
Az első világháború kitörése után rövid harctéri szolgálat teljesítése után a budapesti Pénzintézetek Hadikórházában dolgozott; ezt követően 1918-ban, a Monarchia összeomlásának kritikus esztendejében a fővárosi Zita Kórház Bőrgyógyászati osztályának vezetésével bízták meg. Az 1918-ban Budapestre menekült pozsonyi egyetem vezetősége Beck Somát a bőr-, és nemikórtani előadások megtartására kérte fel, majd tanszékvezetőként 1922. január 5-én a bőr-, és nemikórtani tanszékre kapott meghívást. A trianoni békediktátum okozta sokk, a pénztelenség, a hatalmas szervezési nehézségek sokszor átmeneti ellentmondó intézkedéseket szültek. Az egyetem már leköltözött Pécsre, a bőrklinika sorsa azonban még nem dőlt el. A minisztérium a kerethiány miatt úgy döntött, hogy a klinika a Zita kórházban marad, vagy egy időre feloszlatják, de Beck Soma professzor azon ígérete, hogy a legnagyobb szegénységben is hajlandó a klinika vezetésére, eldöntötte a kérdést: a professzor és intézete 1924 december elején Pécsre költözhetett.

### Pécsett

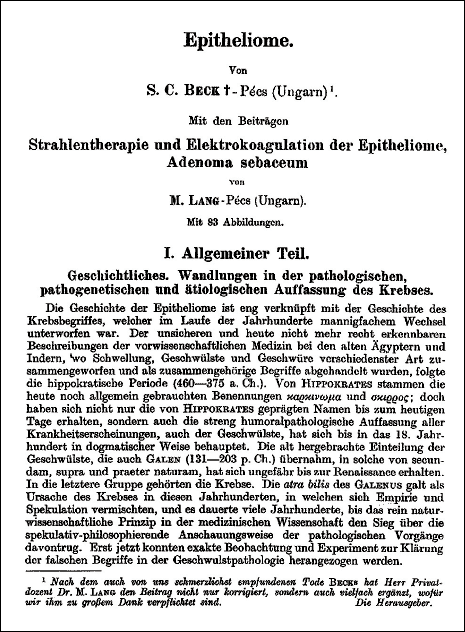
Az Epitheliome c. fejezet első oldala (Handbuch der Haut - und Geschlechtskrankheiten)

Beck Soma hamarosan hozzákezdett a rendkívül elhanyagolt állapotban lévő, korábbi Csapatkórház épületében elhelyezett bőrgyógyászati klinika megszervezéséhez, berendezéséhez. Nagy fáradozást, utánajárást követően sikerült neki mindazt megszereznie, amelyek a betegek gyógykezeléséhez és az oktatás céljaira elengedhetetlenül szükséges volt és 1925 tavaszán a klinika a betegek számára is megnyílt. Nagy hátrányt jelentett az, hogy a klinika fő-, és melléképületeiben nem volt központi fűtés, hanem csak a folyosókról biztosított kályhafűtés adta a meleget a hatalmas kórtermek számára is. Néhány évvel később kapott az épület az alagsorban központi kazánt a melegvíz-szolgáltatás és fűtés biztosítására.
Beck Soma professzor karitatív tevékenységének részeként ő lett a pécsi Diákjóléti Intézmény vezetője, s ennek keretében feleségével együtt képkiállításokat és teadélutánokat szervezett s ily módon rendszeresen jelentős összegekkel tudott hozzájárulni a menekült, szegény sorsú és nélkülöző hallgatóság megsegítéséhez.
Tanítványai kedvelték személyében a kitűnő előadót és színes egyéniséget, aki nemcsak tudásával, hanem bölcs döntéseivel, határozott, halk szavával, mély intellektusával, általános műveltségével lenyűgözte környezetét. Nagy figyelmet fordított a tudományos munka végzésére. Hogy ennek előfeltételét biztosítsa, saját, több száz értékes könyvből álló könyvtárát is a klinikára vitette és ezt a klinikára hagyta. Beck Soma tudományos munkája során elsősorban a bőr kórtani és terápiás problémáival foglalkozott. Külföldi ismertségének és a témában való jártasságának tudható be, hogy felkérést kapott a Jadassohn féle 32 kötetes Handbuch der Haut - und Geschlechtskrankheiten c. kézikönyv sorozat Epitheliome c. fejezetének összeállítására, amelyet utolsó éveiben írt meg.
1930 telén súlyos influenzában betegedett meg, majd a szövődményként fellépett tüdőgyulladásban 57 évesen, alkotó ereje teljében 1930. április 21-én elhunyt. Beck Soma professzort a Pécs város vezetősége által adományozott díszsírhelyen helyezték örök nyugalomra.
Az Epitheliome c. munkájának 350 oldalas kéziratát Beck Soma váratlan halála után legközelebbi munkatársa, Lang Mihály docens rendezte sajtó alá. Ebben a hatalmas munkában Beck Soma a bőrrákok histogenezisének tárgyalásakor Krompecher Ödön felfogásának megfelelően hangsúlyozta, hogy a carcinoma basocellulare nemcsak a bőr hámjának alapi rétegének sejtjeiből, hanem a bőr mirigyeinek a basalis sejtjeiből is kialakulhat.

## Emlékezések
- Beck Soma professzor tanítványai, munkatársai, hazai és külföldi barátai 1930-ban, magántanári habilitációjának 25 éves évfordulójáról egy-egy dolgozattal kívántak megemlékezni, de váratlan halála miatt ez mint „Beck Soma Emlékkönyv” jelent meg
- 1991 szeptemberében későbbi tanszéki utódainak – Berde Károly, Melczer Miklós – születésük 100 éves évfordulója emlékére a klinika könyvtári folyosóján emelt márványtáblák leleplezése alkalmával Beck Soma professzor márványtáblája is leleplezésre került
- A Pécsi m. kir. Erzsébet Tudományegyetem Orvosi Karának akkori dékánja úgy határozott, hogy a pécsi klinika könyvtárát Beck Soma Könyvtárnak nevezzék el
- 2005-ben egy 11,4 cm átmérőjű bronzplakett készült Beck Soma halálának 75. évfordulója alkalmából (Füz Veronika szobrászművész alkotása)

## Róla írták
- Szodoray Lajos: Beck Soma professzor emlékezete (Orvostörténeti közlemények 20. 1974. 73-74. 215-219.)
- Melczer Miklós: Megemlékezés Beck Soma professzorról halálának ötvenedik évfordulójáról (Orvosi Hetilap 121. 1980. 18. 1087-1089.)
- Szállási Árpád: Beck Soma (Orvosi Hetilap, 1980, 40.).
- Szállási Árpád: A hazai dermatológia kiválósága: Beck Soma. (1872-1930) (Orvosi Hetilap 35. 1994. 2. 79-81.)
- Vértes László: Dr. Beck Soma professzorról (születése 125. évfordulójára) (Bőrgyógyászati és Venerológiai szemle 1999. 75. 2. 77-83.)
- Schneider Imre Beck Soma bronzplakett PTE Orvoskari hírmondó 2005. február-március 21.